# 室町文化
室町文化是指日本室町時代文化。

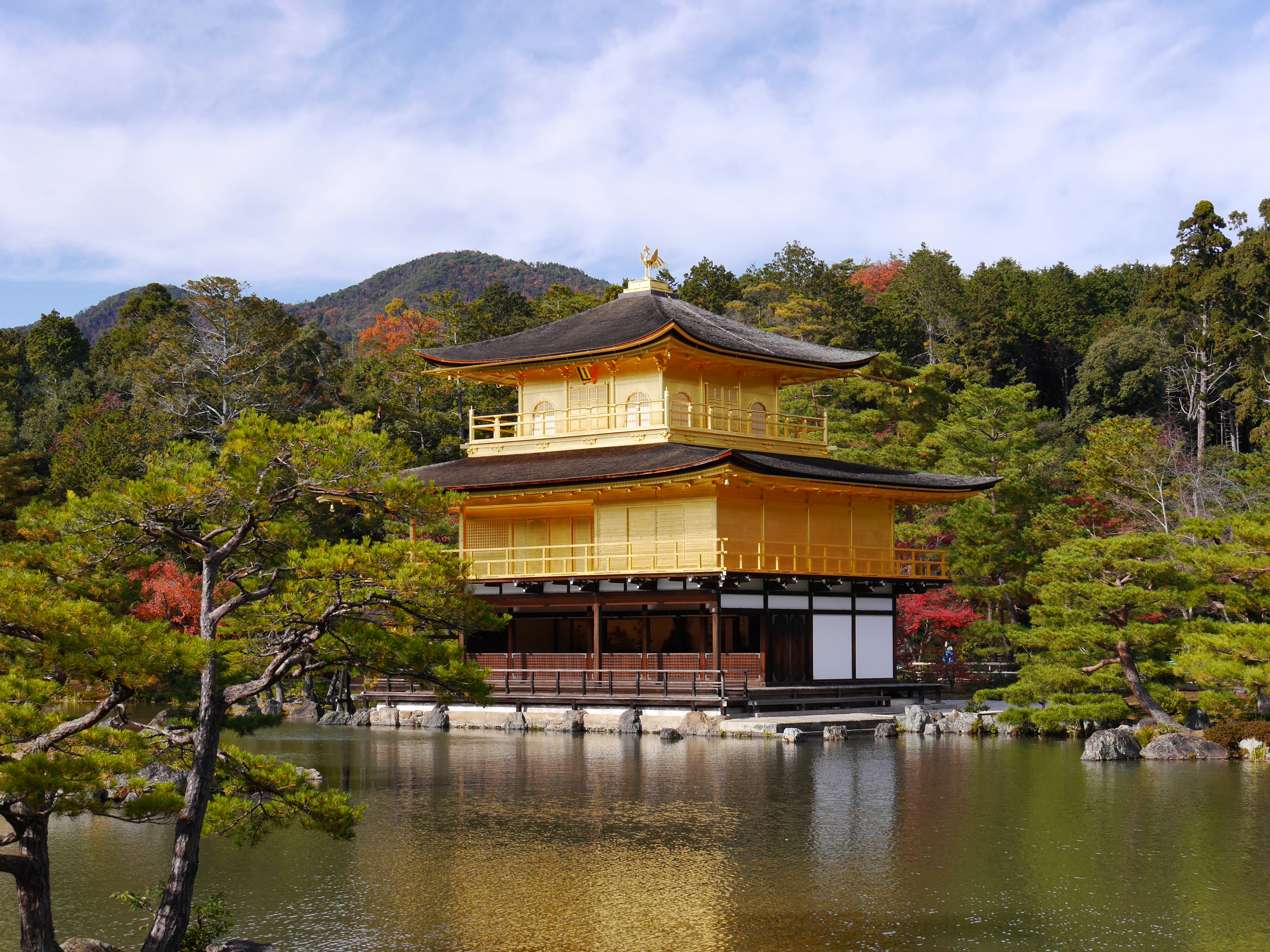
鹿苑寺（金閣寺）

北山文化和東山文化合稱為室町文化。其中，北山文化指的是在三代將軍足利義滿時的文化，以北山山莊為代表，時間是14世紀末到15世紀初；東山文化則是八代將軍足利義政時代的文化，則以東山山莊為代表，時間大約是室町中期。
北山文化的時間發生由於在南北朝剛結束之時，其特色混合了從古至此的公家文化和新的武家文化。一方面，由於義滿的時代和中國的明朝有往來的貿易(日文稱作:勘合貿易)，所以也有受到中國的影響。北山文化被認為是華麗而且有貴族性的；東山文化發生在應仁之亂後。在戰亂剛結束時，多種的藝術相續發展，各地的大名由於來到京都應戰，所以同時也帶來各地的文化。東山文化則認為是幽玄而且寂靜。
關於北山文化代表，建築方面有金閣寺、戲劇方面有能面、狂言、宗教方面有臨濟宗的發展、繪畫方面是水墨畫的盛行、文學方面則有連歌的發展，漢語的五山文化，物語出現了描繪歷史戰爭的軍記物語。至於關於東山文化代表，建築方面有銀閣寺等等、繪畫方面有水墨畫有雪舟等大師。